# Назаров, Павел Леонидович
Павел Леонидович Назаров (род. 1989) — солист-вокалист Музыкального театра Карелии, заслуженный артист Республики Карелия (2022), лауреат театральной премии России «Золотая маска» (2023).

## Биография
Окончил в 2006 году школу в Ильинском.
С 2011 года — солист-вокалист Музыкального театра Карелии.
Окончил в 2013 году теоретико-дирижерский факультет Петрозаводской государственной консерватории имени А. К. Глазунова (класс В. А. Матвеевой).
Лауреат высшей театральной премии Республики Карелия «Онежская маска» в номинации «лучшая роль второго плана» за исполнение партии Альфио в спектакле «Сельская честь» (2019) и в номинации «лучшая мужская роль» за исполнение партии Тонио в спектакле «Паяцы» (2023).
Лауреат высшей театральной премии России «Золотая маска» за исполнение партии Тонио в спектакле «Паяцы» (2023).
Театральные работы
- Третий учитель — Чёрная Курица
- Король — Хрустальная туфелька
- Доктор Пёс — День рождения кота Леопольда
- Сват — Морозко
- Леший — Осторожно, Баба-Яга!
- Фальк — Летучая мышь
- Князь Орловский — Летучая мышь
- Папагено — Волшебная флейта
- Дартан Вэй Бонапарт — Вперед, в Квестландию!
- Илмойлинне — Тростниковая свирель. Три брата
- Бони — Сильва
- Кот Васька — По щучьему велению
- Фигаро — Севильский цирюльник
- Царевич — Красавица Насто
- Роберт, герцог — Иоланта
- Волк — Теремок
- Данкайро — Кармен
- Князь Елецкий — Пиковая дама
- Лёша — Нестаромодная история
- Шарплес — Мадам Баттерфляй
- Старшина — Жди меня
- Ганимед — Прекрасная Галатея
- Альфио — Сельская честь
- Шарль Лонсевиль — Карельский пленник
- Лоренцо, отец Китри — Дон Кихот
- Сол Бозо — Дорогая Памела
- Стива Облонский — Анна Каренина
- Король — Бременские музыканты
- Джанни Скикки — Джанни Скикки. Сестра Анжелика
- Мишо — Тщетная предосторожность
- Тони — Мистер Икс
- Алеко — Алеко
- Григорий Грязной — Царская невеста
- Серый Волк — Красная Шапочка и Серый Волк
- Джанни Скикки — Джанни Скикки
- Тонио (Таддео) — Паяцы
- Пеликан — Мистер Икс
- Наполеон — Карельский пленник
- Шарик — Подарок для Деда Мороза
- Каталабют — Рождественский гала-концерт
- Граф Альмавива — Свадьба Фигаро
- Черный граф — Свадьба Фигаро